# Carlo Alfonso Buffa di Perrero
Carlo Alfonso Buffa di Perrero (Torino, 20 dicembre 1867 – Castagnevizza, 5 novembre 1916) è stato un militare italiano, decorato di Medaglia d'oro al valor militare alla memoria nel corso della prima guerra mondiale.

## Biografia
Nacque a Torino il 20 dicembre 1867, figlio di Vincenzo e di Carolina Antonielli di Castigliole, all'interno di una nobile famiglia piemontese.  
Rimasto orfano a quattordici anni, venne avviato alla carriera militare, studiando dapprima presso il Collegio militare di Milano e poi alla Regia Accademia Militare di Fanteria e Cavalleria di Modena, dalla quale uscì nel 1887 con il grado di sottotenente destinato al 50° Reggimento fanteria della brigata "Parma". Non trascurò mai la sua passione per il disegno e la pittura alle quali, nel tempo libero, si dedicò sempre con entusiasmo.
Nel 1889 venne nominato ufficiale di ordinanza del generale Antonio Gandolfi, allora Governatore dell'Eritrea, incarico che mantenne per due anni. Rientrato in Italia con la promozione a tenente, nel 1896 chiese, ed ottenne, di essere trasferito nel Corpo degli Alpini. Assegnato al battaglione alpini "Aosta", 4° Reggimento, vi rimase per nove anni svolgendo attività di addestramento alpinistico per plotoni scelti di guide alpine. Tra le numerose imprese, nel 1899, in divisa da ufficiale, scalò il versante italiano del Monte Cervino.
Nel 1903, promosso capitano, fu trasferito al 2° e poi al 3º Reggimento alpini svolgendo, per scopi militari, un approfondito studio dei massicci montuosi lungo il confine italo-austriaco.
Nell'aprile del 1914 partì per la guerra di Libia con il battaglione alpini "Fenestrelle" che comandò in diverse azioni nella zona della Cirenaica, ricevendo un encomio solenne per il combattimento di Raulam.
Rientrato in Italia verso la fine dello stesso anno, con il suo battaglione venne mandato a presidiare i confini orientali venendo promosso maggiore nel febbraio 1915. All'atto dell'entrata in guerra del Regno d'Italia, avvenuta il 24 maggio 1915, il comando del battaglione alpini "Pieve di Cadore", 7º Reggimento alpini, che guidò alla conquista dell'Oberbacher Spitz (Crode Fisacline), del Pulpito (Kanzel), e dell'Einser (Cima Una). Il 26 maggio 1915 gli austriaci tentarono un assalto per impadronirsi del villaggio di Auronzo, ma furono respinti grazie all’intervento del suo battaglione. Nell'ottobre del 1915, sul Monte Cristallo, condusse personalmente all'assalto la 67ª e la 75ª Compagnia lungo una sottile cresta nevosa esposta al fuoco nemico. Rimasto ferito, si tamponò la ferita alla meglio senza però abbandonare il suo posto di comando. L'azione continuò per due giorni, e per questo fatto fu insignito della medaglia d'argento al valor militare.
Dopo un breve periodo di convalescenza in ospedale, rientrò in servizio assumendo l'incarico di Capo di stato maggiore presso il comando della sua Divisione. Promosso nel frattempo tenente colonnello, nell'agosto 1916 gli venne affidato il comando del 138° Reggimento fanteria della brigata "Barletta", che si trovava posizionato sul Carso, partecipando nel mese di agosto alla battaglia di Gorizia.
Il 31 ottobre del 1916 ebbe inizio la nona battaglia dell'Isonzo. Dall'1 al 4 novembre condusse i suoi battaglioni all'attacco superando la prima linea di trincee nemiche arrivando fino quasi a Castagnevizza, sulla seconda linea, e catturando numerosi prigionieri. Nel corso della notte del 5 novembre, mentre ispezionava le linee avanzate per rincuorare i propri soldati, cadde colpito a morte da una scheggia di granata. Il suo corpo venne sepolto nel cimitero militare di Vizentini, nel vallone di Doberdò, da dove, il 22 febbraio del 1922, la salma fu traslata al cimitero di Cavour.
Sono intitolati a lui  vie a Torino, Pinerolo e Cavour, oltre al bivacco che porta il suo nome, a un picco nelle Dolomiti e a una caserma a Pieve di Cadore.